# Gaofeng Shuiku
Gaofeng Shuiku (kinesiska: 高峰水库) är en reservoar i Kina. Den ligger i provinsen Anhui, i den östra delen av landet, omkring 180 kilometer nordost om provinshuvudstaden Hefei. Gaofeng Shuiku ligger 26 meter över havet. Arean är 1,8 kvadratkilometer. Trakten runt Gaofeng Shuiku består till största delen av jordbruksmark. Den sträcker sig 2,6 kilometer i nord-sydlig riktning, och 2,4 kilometer i öst-västlig riktning.
Genomsnittlig årsnederbörd är 1 294 millimeter. Den regnigaste månaden är juli, med i genomsnitt 289 mm nederbörd, och den torraste är december, med 30 mm nederbörd.